# Josh McDowell
Joslin McDowell (Union City, Míchigan; 17 de agosto de 1939) es un apologista, evangelista y escritor estadounidense.  Algunas de sus obras más conocidas son Mas que un carpintero, Evidencia que exige un veredicto, Es bueno o es malo y Los engañadores. 
Desde 1961, Josh ha dado más de 24.000 conferencias a más de 10 millones de jóvenes y sus familias en 125 países. Es autor o coautor de 127 libros los cuales han sido traducidos a 88 idiomas, entre ellos Más que un carpintero y Nueva evidencia que demanda un veredicto- reconocido por la revista World como uno de los mejores 40 libros del siglo XX. Además de muchos otros premios, Josh fue nominado 36 veces por el Gold Medallion Award y ha recibido ese premio 4 veces.

## Biografía

### Familia y educación
Joslin McDowell nació en Union City (Míchigan) en 1939. Fue uno de los cinco hijos de Wilmot McDowell. De acuerdo a su propio testimonio, su padre fue alcohólico y maltratador, por lo que durante su adolescencia tuvo problemas de autoestima.
Se alistó en la Air National Guard, donde recibió entrenamiento básico y fue asignado al mantenimiento mecánico de aviones. Posteriormente fue relevado del servicio tras sufrir un accidente.
Inicialmente planeó estudiar leyes para hacer carrera en la política. Comenzó sus estudios en el Kellogg College de Míchigan. De acuerdo a McDowell, en ese tiempo era agnóstico y decidió preparar una tesis que examinaría la evidencia histórica de la fe cristiana con la finalidad de refutarla. Sin embargo, terminó convirtiéndose al cristianismo al encontrar que la evidencia encontrada apoyaba la historicidad del cristianismo en lugar de refutarla. Más tarde obtuvo un bachillerato en artes en el Wheaton College de Illinois. Posteriormente, estudió en el Seminario Teológico Talbot de la Universidad Biola en La Mirada, California, donde publicó una tesis examinando la teología de los Testigos de Jehová y obtuvo una licenciatura como Maestro en Divinidad.
En 1982, McDowell fue distinguido con el grado honorífico de Doctor en Leyes por la Escuela de Leyes Simon Greenleaf, en reconocimiento a su ministerio y a su obra como escritor. 
Josh McDowell contrajo matrimonio con Dottie Youd, con quien tuvo cuatro hijos, y viven actualmente en Dallas, Texas.

## Ministerio
En 1964 se convirtió en representante viajero de la Cruzada Campus para Cristo Internacional, una organización religiosa fundada a finales de los cincuenta por Bill Bright y que opera en los campus de universidades y colegios. McDowell mantiene su afiliación con dicha organización hasta el día de hoy.
El ministerio a tiempo completo de McDowell en la Cruzada Campus para Cristo comenzó con su nombramiento como conferenciante de campus en Latinoamérica, donde tuvo que interactuar con grupos de estudiantes marxistas y fascistas. Posteriormente regresó a Estados Unidos donde se hizo conocido como conferenciante itinerante hablando a grupos de estudiantes acerca de la fe cristiana.
Parte de su ministerio como conferenciante está enfocado en los problemas y conductas sexuales de los jóvenes, lo que se refleja en seminarios como "Sexo Máximo" y "¿Por qué Esperar?", que tienen como tema la promoción de la abstinencia sexual antes del matrimonio. Otra faceta de su ministerio como conferenciante y escritor está enfocado en los problemas de autoestima (Su Imagen, Mi Imagen), y en el desarrollo de la fe y el carácter (Evidence for Joy). En los años ochenta también coordinó el programa de discipulado residencial de tres meses en el centro de retiros Julian Center, cerca de San Diego.
McDowell es conocido por sus seminarios, debates y libros de apologética cristiana. Como apologeta, McDowell ha dictado conferencias a través de todo Estados Unidos y en muchos otros países incluyendo Sudáfrica y Australia.
En 1983, la casa matriz del Ministerio Josh McDowell se mudó a su actual ubicación en Richardson, Texas. El ministerio emplea a 75 personas con oficinas afiliadas a través de todo Estados Unidos. Además, Josh McDowell es fundador de los ministerios cristianos Josh.org y Operation Carelift. Este último es un ministerio internacional de ayuda humanitaria.

## Método apologético
Como profesional de la apologética cristiana, la obra de McDowell se concentra en abordar los cuestionamientos a la fe, los argumentos propuestos por pensadores no cristianos, las dudas acerca de la fe y las religiones no cristianas. Aunque no ha escrito específicamente acerca de la teoría o el método de la apologética, es posible deducir a partir de sus libros que su método se ubica dentro de la tradición evidencialista de la apologética cristiana. Dicha tradición se ocupa en presentar argumentos positivos para llevar a la creencia en Cristo enfatizando aspectos jurídicos e históricos para establecer la autenticidad de los textos bíblicos y la divinidad de Cristo.
En libros como Evidencia que demanda un veredicto, El factor resurrección, y Él caminó entre nosotros, McDowell ha organizado sus argumentos acumulando evidencias, como descubrimientos arqueológicos, la existencia de los manuscritos del texto bíblico, las profecías cumplidas, y el milagro de la resurrección. En Más que un carpintero combina argumentos históricos y jurídicos, información de testigos directos y evidencia circunstancial, para defender aspectos de la vida de Jesús y su resurrección. En dicho libro utiliza una argumentación similar a la que empleó en el debate del tema '¿Fue Cristo crucificado?' con el apologeta musulmán sudafricano Ahmed Deedat, en Durban, en agosto de 1981. McDowell declara que "la evidencia a favor del cristianismo en las escrituras no es exhaustivo pero es suficiente".
Gran parte de su trabajo "evidencialista" refleja el punto de vista de otros apologetas como John Warwick Montgomery, Norman Geisler, Gleason Archer, y Gary Habermas.
Otro enfoque de su apologética consiste en el cuestionamiento de la metodología, suposiciones y conclusiones de la Alta crítica al Antiguo Testamento, y a la crítica a la forma y a la redacción de los Evangelios. Su trabajo en este aspecto consiste en poner a disposición del público en general y en forma sencilla los grandes debates de los eruditos, particularmente las discusiones acerca de las teorías de la Alta Crítica.
A finales de los ochenta y a principios de los noventa su obra apologética se enfocó en el cuestionamiento a éxitos editoriales como Santa sangre y Santo Grial, Los años perdidos de Jesús y a la obra del humanista George A. Wells.
También recopiló argumentos apologéticos de la doctrina de la deidad de Cristo en Jesús: Una defensa bíblica de su deidad. En dos volúmenes, McDowell y su colega Don Stewart tratan acerca de las preguntas y objeciones populares a la fe concernientes a la inerrancia bíblica, supuestas contradicciones en la Biblia, el diluvio de Noé, y creacionismo versus evolucionismo.
McDowell y Stewart también han popularizado argumentos de otros apologistas del movimiento contracultural cristiano, particularmente el trabajo de Walter Martin, en el libro Manual de las Religiones Actuales. En su crítica, McDowell y Stewart se concentran en cuestiones de apologética doctrinal, especialmente relacionadas con la deidad de Cristo, apuntando a aquellas creencias que catalogan como heréticas defendidas por grupos cristianos no ortodoxos.

## Obras
- Evidencias que exigen un veredicto, primera publicación, 1972. Editorial vida.[5]
- Más que un carpintero, primera publicación en inglés, 1977. En español por la editorial Unilit, 1997.[6]
- Respuestas a preguntas difíciles, con Don Stewart, Here's Life Publishers, San Bernardino, California, 1980.[7]
- Las tres caras del amor, con Paul Lewis, Tyndale House, Wheaton, 1980.[6]
- Reasons Skeptics Should Consider Christianity, con Don Stewart, Here's Life Publishers, San Bernardino, California, 1981.
- Más evidencia que demanda un veredicto, edición revisada, Here's Life Publishers, San Bernardino, California, 1981.
- El factor de la resurrección, Here's Life Publishers, San Bernardino, California, 1981.
- Profecías, hechos o ficción, Here's Life Publishers, San Bernardino, California, 1981.
- Guide To Understanding Your Bible, Here's Life Publishers, San Bernardino, California, 1982.
- Understanding Secular Religions, Here's Life Publishers, San Bernardino, California, 1982.
- Understanding Non-Christian Religions, con Don Stewart, Here's Life Publishers, San Bernardino, California, 1982.
- EL Islam a debate, con John Gilchrist, Here's Life Publishers, San Bernardino, California, 1983.
- Jesús. Una defensa bíblica de la deidad de Cristo, con Bart Larson, Here's Life Publishers, San Bernardino, California, 1983.
- Handbook of Today's Religions, con Don Stewart, Here's Life Publishers, San Bernardino, California, 1983.
- Evidence Growth Guide, Here's Life Publishers, San Bernardino, California, 1983.
- Evidence for Joy, con Dale Bellis, Word, Waco, 1984.
- His Image, My Image, Here's Life Publishers, San Bernardino, California, 1984.
- Why Wait? con Dick Day, Thomas Nelson Publishers, Nashville, 1987.
- He Walked Among Us: Evidence for the Historical Jesus, con Bill Wilson, Here's Life Publishers, San Bernardino, California, 1988.
- Skeptics Who Demanded a Verdict, Tyndale House, Wheaton, 1989.
- Estudio de las sectas, con Don Stewart, 1989.
- A Ready Defense, Thomas Nelson, Nashville, Tennessee, 1990.
- El secreto de amar, Betania, 1992.
- Demonios, brujerías y ocultismo, con Don Stewart y Kurt Van Gorden, Here's Life Publishers, San Bernardino, CA, 1992.[6]
- No dejes tu cerebro en la puerta, Concordia Publishing House, 1992.[6]
- MITOS DE LA EDUCACIÓN SEXUAL , editorial: CLIE, Terrassa, España, 1992.[8]
- Es bueno o es malo, con Bob Hostetler, Word, Dallas, 1994.[5]
- El padre que yo quiero ser, con Norm Wakefield, editorial Mundo Hispano, 1996.[5]
- The One Year Book of Josh McDowell's Youth Devotions, con Bob Hostetler, Tyndale House, Wheaton, 1997.
- La generación desconectada, editorial Mundo Hispano, 2002.[5]
- Convicciones más que creencias, con Bob Hostetler, Tyndale House, Wheaton, 2002.[5]
- Nueva evidencia que demanda un veredicto, Editorial Mundo Hispano, 2004.
- Los Engañadores, con Bob Hostetler, editorial Mundo Hispano, 2005.
- La última generación de cristianos, editorial Mundo Hispano, 2006.[5]
- Evidencia de la resurrección, con Sean McDowell, Regal Books, Ventura, California, 2009.[7]
- La verdad inconmovible, Harvest House Publishers, 2010.[6]
- La verdad desnuda, con Erin Davis, editorial Patmos, 2011.[6]
- Evidence for the Historical Jesus: A Compelling Case for His Life and His Claims, Harvest House Publishers, 2011.
- Jesús está vivo, editorial Patmos, 2012.
- Manual para entender versículos difíciles de la biblia, Editorial Mundo Hispano, 2013.[5]
- Cómo Ser un Héroe Para sus Hijos.
- ¿Tolerancia O Intolerancia?, con Sean McDowell, 2018.[6]

### Biografías
- Josh: The Excitement of the Unexpected, por Joe Musser, Here's Life Publishers, San Bernardino, California, 1981. También publicado con el título A Skeptic's Quest.